# آنا لينا فريدسام
آنا لينا فريدسام (بالألمانية: Anna-Lena Friedsam) مواليد 1 فبراير 1994 في نويفيد، هي لاعبة كرة مضرب ألمانية تلعب باليد اليمنى وتحتل حالياً المرتبة 52 (8 فبراير 2016) في تصنيف رابطة محترفات كرة المضرب.

## روابط خارجية
- آنا لينا فريدسام على موقع رابطة محترفات التنس (الإنجليزية)
- آنا لينا فريدسام على موقع الاتحاد الدولي لكرة المضرب (الإنجليزية)
- آنا لينا فريدسام على موقع كأس بيلي جين كينغ (الإنجليزية)
- آنا لينا فريدسام على موقع بطولة ويمبلدون (الإنجليزية)
- آنا لينا فريدسام على موقع خلاصة التنس.كوم (الإنجليزية)
- آنا لينا فريدسام على موقع إي إس بي إن.كوم (الإنجليزية)
- آنا لينا فريدسام على موقع أوليمبيديا (الإنجليزية)
- آنا لينا فريدسام على موقع اللجنة الأولمبية الألمانية (الألمانية)